# Luc Loren
Lucas Lorén, més conegut com a Luc Loren   (Saragossa, 11 de maig de 1993), és un influenciador, divulgador social, activista LGBT, presentador de televisió i discjòquei espanyol.

## Carrera
Nascut i criat a Saragossa, durant la joventut es va mudar a Barcelona pels estudis universitaris i hi ha romàs. Al principi es va formar en comunicació audiovisual amb la intenció d'esdevenir director de cinema. Treballa en el món de les xarxes socials des dels 18 anys. En aquesta etapa, va començar a desenvolupar-se professionalment com a fotògraf novell en discoteques, on es va amistar amb Aida Domènech i va aprendre l'ocupació de discjòquei. Ella li feia de model en imàtgens que penjaven a Fotolog. Quan la popularitat de Domènech va créixer, ell feia part del seu grup, anomenat la Dulce Squad.
Després, va debutar públicament en el món audiovisual com a membre del grup The Tripletz, acompanyat de Sergi Pedrero i Nacho Duyos, amb qui va publicar un llibre el 2018. Feia servir el nom «La Lucre». Durant un temps, va formar part de l'equip de Be Agency, una agència de màrqueting d'influenciadors.
Actualment, amb vora 500.000 subscriptors a YouTube, té una secció titulada «No estamos locas» i dedicada enterament a la salut mental. Alguns dels temes que hi ha tractat, sovint a través d'entrevistes, són la transidentitat, l'ansietat, el veganisme, el terrorisme, la depressió, el VIH, la prostitució, el càncer i el poliamor. Hi ha entrevistat Maria Pombo, Nagore Robles i Jessica Goicoechea, entre d'altres. Arran d'aquest projecte, la productora Unicorn Content el va encoratjar a conduir la docusèrie Influencers: sobreviure a les xarxes socials, que es va estrenar el 2023 a Amazon Prime Video.
El 2020, durant la pandèmia per covid, va organitzar al seu perfil d'Instagram una sèrie de col·loquis pel Dia de l'Orgull LGBT amb activistes del sector per a conscienciar sobre temes com l'embaràs trans, la infància trans, les identitats no-binàries i l'art dels drag kings. El 2021, va participar com a conferenciant en la cinquena edició del festival Creative Fest. L'any següent, va presentar amb Tania Sarria un especial LGBTQ+ pel Mes de l'Orgull per a RTVE, en el qual va compartir pantalla amb personalitats com Ada Colau, Alba Reche, Juan Avellaneda i Ares Teixidó. També havia d'interviuar els assistents dels Premis Feroz, però per qüestions de salut no va poder. El 2023, va participar en el programa Supervivientes de Telecinco com a defensor del concursant Jonan Wiergo.
En paral·lel, la seva carrera com a DJ s'ha mantingut estable: ha punxat en centenars de locals i en nombrosos festivals de música. El juny del 2023, va dinamitzar la Pride Night de PortAventura World, un esdeveniment celebrat en el marc del Mes de l'Orgull.
Les figures que més l'han inspirat al llarg de la vida són Britney Spears i les Spice Girls.

## Premis
El 2019, al Festival Zoom li van lliurar el premi al millor youtuber. El 2023, va ser guardonat en els Premis Ídolo, concretament en la categoria «Stay True». A més, va rebre un premi Alcazaba per la docusèrie Influencers: sobreviure a les xarxes socials.

## Vida personal
És obertament gai. Manté una amistat amb companyes de professió com ara Dulceida i Laura Escanes.